# Utrechtsche Provinciale Voetbalbond
De Utrechtsche Provinciale Voetbalbond (UPVB), ook wel de Utrechts(ch)e Voetbalbond genaamd, is een voormalige Nederlandse voetbalbond dat op 5 juli 1901 ontstond na een fusie tussen de Utrecht-Gooische Voetbalbond en Utrechtsche Voetbalbond. De bond werd in 1940 een onderafdeling van (K)NVB en hield in 1996 op met bestaan na een herstructurering bij de KNVB.
De bond dient niet verward te worden met de Rooms-Katholieke Utrechtsche Voetbalbond (RKUVB) welke aangesloten was bij het landelijke RKF.

## Voorganger

### Utrecht-Gooische Voetbalbond
De Utrecht-Gooische Voetbalbond werd opgericht in 1899. De bond werd niet door de NVB erkend. De bond bestond uit clubs afkomstig uit het Gooi en de provincie Utrecht.
Ook de opgerichte Utrechtsche Voetbalbond werd niet erkend.
Een fusie tussen deze twee bonden werd dan ook noodzakelijk geacht.

## Gebied
De Utrechtsche Provinciale Voetbalbond bestond uit clubs die afkomstig waren uit de provincie Utrecht, het Gooi en het westelijke gedeelte van Gelderland waarbij globaal de lijn Nunspeet - Stroe - Ede aangehouden kan worden. Dit is wel exclusief de Betuwe en Ede.

## Afdeling Utrecht
In 1940 werd het voetbal in Nederland op last van de Duitse bezetting tijdens de Tweede Wereldoorlog geherstructureerd. De vele voetbalbonden die Nederland had gingen samen tot 1 hoofdbond (NVB) met 20 afdelingen. Hierbij ontstond onder andere de afdeling Utrecht. Tot het einde van de afdelingen (die ook wel onderbonden genoemd werden) in 1996 werd meer gesproken over de Utrechts(ch)e (Provinciale) Voetbalbond dan over de afdeling Utrecht.
Vanaf het seizoen 1977/1978 werd de Hoofdklasse geïntroduceerd binnen de Utrechtsche Provinciale Voetbalbond op zowel de zaterdag als zondagafdeling. De kampioen van de Eerste klasse UPVB van het seizoen 1976/1977 promoveerde naar Vierde klasse KNVB, waarna de nummer 2, 3 en 4 naar de nieuwe Hoofdklasse UPVB zouden promoveren. De nummers 5 van de Eerste klasse A en B speelden een beslissingswedstrijd voor één plaats in die Hoofdklasse. De kampioenen van de zaterdagafdelingen van de Tweede klasse A en B promoveerden ook naar de Hoofdklasse van de zaterdagafdeling, waarna de nummer 2 tot en met 10 naar de Eerste klasse zouden promoveren. Vanwege de introductie van de Hoofdklasse, was er geen sprake van degradatie na afloop van het seizoen 1976/1977. Vanaf 1977/1978 bestonden er dus vier klasses binnen de standaardcompetities van de Utrechtsche Provinciale Voetbalbond, te weten: de Hoofdklasse, Eerste klasse, Tweede klasse en Derde klasse. Om bij de competitieresultaten aan te geven dat het om de UPVB-competities gaat, worden onderstaande kleurcodes toegepast:
| Hoofdklasse UPVB | Eerste klasse UPVB | Tweede klasse UPVB | Derde klasse UPVB |

Vanaf het seizoen 1996/1997 verdwenen alle onderbonden in Nederland. De competities van de onderbonden gingen over in nieuwe competities als lagere klasses bij de KNVB. Zo werd het hoogste niveau van de Utrechtsche Provinciale Voetbalbond de Vijfde klasse van de KNVB. Vóór deze tijd was de Vierde klasse het laagste niveau bij de KNVB en degradeerden de clubs uit de regio Utrecht naar de hoogste klasse van de Utrechtsche Provinciale Voetbalbond. Andersom promoveerden de clubs vanuit de hoogste klasse van de Utrechtsche Provinciale Voetbalbond naar de Vierde klasse van de KNVB.